# Гальфінг
Гальфінг (нім. Halfing) — громада в Німеччині, розташована в землі Баварія. Підпорядковується адміністративному округу Верхня Баварія. Входить до складу району Розенгайм. Центр об'єднання громад Гальфінг.
Площа — 22,81 км2. Населення становить 2770 ос. (станом на 31 грудня 2020).